# ادرا، استونیا
ادرا، استونیا (به لاتین: Adra, Estonia) یک روستا در استونی است که در دهستان هارکو واقع شده‌است.

## خصوصیات
ادرا ۸۷ نفر جمعیت دارد.